# Österreichischer Bauherrenpreis 1967
Mit dem Österreichischen Bauherrenpreis der Zentralvereinigung der Architekten Österreichs wurden im Jahr 1967 die folgenden Projekte ausgezeichnet:
| Realisierung                                                                                        | Bauherr | Planer                                                                   |
| --------------------------------------------------------------------------------------------------- | --- | ------------------------------------------------------------------------ |
| Bildhauerhaus Sankt Margarethen im Römersteinbruch St. Margarethen, Sankt Margarethen im Burgenland | Burgenland mit Landeshauptmann Theodor Kery, Bundesministerium für Unterricht mit Bundesminister Theodor Piffl-Perčević, Bildhauersymposion St. Margarethen mit Obmann Karl Prantl                                                                                                  | Johann Georg Gsteu                                                       |
| Ehemalige Katholisch-Pädagogische Akademie Graz, seit 2010 Graz International Bilingual School      | Diözese Graz-Seckau mit Bischof Josef Schoiswohl, Kanzler Johann Reinisch | Günther Domenig, Eilfried Huth                                           |
| Kennedy-Freizeitheim der Marianischen Mittelschülerkongregation, Innsbruck                          | Pater Sigmund Kripp (SJ) | Josef Lackner                                                            |
| Kolleg St. Josef Salzburg-Aigen, Salzburg-Aigen                                                     | Missionare vom Kostbaren Blut mit Pater Provinzial German Koch | Arbeitsgruppe 4 mit Wilhelm Holzbauer, Friedrich Kurrent, Johannes Spalt |
| Kerzengeschäft Marius Retti, Kohlmarkt, Wien                                                        | Marius Retti | Hans Hollein                                                             |
| Österreichischer Pavillon, Expo 67, Montreal                                                        | Bundesminister vom Bundesministerium für Handel, Gewerbe und Industrie und Vizekanzler Fritz Bock, Österreichischer Regierungskommissär für die Weltausstellung 1967 Konsul Manfred Mautner Markhof senior, Bundeskammer der gewerblichen Wirtschaft Kommerzialrat Rudolf Sallinger | Karl Schwanzer                                                           |
| Villenhotel Clima, Wien-Nußdorf                                                                     | Hans Hiesmayr | Ernst Hiesmayr                                                           |
| Volksschule in der Krim, Wien-Untersievering-Krim                                                   | Bürgermeister Bruno Marek, Stadtrat für Bauwesen Kurt Heller, Hofrat Hans Mandl | Gustav Peichl                                                            |
| Volksschule in Nüziders, Nüziders                                                                   | Bürgermeister Emil Burtscher | Atelier C4                                                               |

Die Auswahl erfolgte durch den Vorstand der Zentralvereinigung Landesvorstand Wien, Niederösterreich und Burgenland mit Feuerstein, Hiesmayr, Hollein, Peichl und Wörle.